# Вуйтовиці (Опольське воєводство)
Вуйтовиці (пол. Wójtowice) — село в Польщі, у гміні Ґродкув Бжезького повіту Опольського воєводства.
Населення — 160 осіб (2011).
У 1975-1998 роках село належало до Опольського воєводства.

## Демографія
Демографічна структура станом на 31 березня 2011 року:
|          | Загалом | Допрацездатний вік | Працездатний вік | Постпрацездатний вік |
| -------- | ------- | ------------------ | ---------------- | -------------------- |
| Чоловіки | 81      | 18                 | 55               | 8                    |
| Жінки    | 79      | 16                 | 46               | 17                   |
| Разом    | 160     | 34                 | 101              | 25                   |